# NGC 367
NGC 367 is een lensvormig sterrenstelsel in het sterrenbeeld Walvis. Het hemelobject ligt ongeveer 321 miljoen lichtjaar van de Aarde verwijderd en werd in 1886 ontdekt door de Amerikaanse astronoom Frank Muller.

## Synoniem
- PGC 3894